# Fawler
 (septembre 2023).
Fawler est une paroisse civile et un hameau de l'Oxfordshire, en Angleterre.